# آب‌انبار سجاوند
آب‌انبار سجاوند مربوط به دوره تیموریان است و در شهرستان خواف، بخش مرکزی، روستای سجاوند واقع شده و این اثر در تاریخ ۱۰ خرداد ۱۳۸۲ با شمارهٔ ثبت ۸۷۴۰ به‌عنوان یکی از آثار ملی ایران به ثبت رسیده است.